# Gerbitz
Gerbitz là một đô thị thuộc huyện Salzland, bang Saxony-Anhalt, Đức.